# مؤسسه جهانی نور
مؤسسهٔ جهانی نور یک سازمان بشر دوستانه می‌باشد که به فراهم نمودن نور برای افراد فقیر در مناطق دور افتاده که در حال حاضر از چراغ نفتی یا حتی از آتش‌سوزی چوب جهت روشنایی استفاده می‌کنند اختصاص یافته‌است. این سازمان غیر از روشنایی شب هنگام – مزایای سلامتی و مالی را برای افراد دارد.

## برنامه
تا به امروز برای بیش از ۱۴۰۰۰ خانه در ۲۶ کشور روشنایی ارائه داده شده‌است. مانند سریلانکا و آفریقای جنوبی

## تکنولوژی و فناوری
مؤسسه جهانی نور از ترکیب لامپ سفید ال ای دی و منبع انرژی تجدیدپذیر با عنوان سلول‌های خورشیدی اما متناوباً ژنراتور یا مولد برق پدالی – نیروی محرکه آب کوچک یا توربین‌های بادی کوچک- سلول‌های خورشیدی برای ارائه برق در مناطق دور افتاده- مناسب هستند. در حالیکه لامپ‌های ال ای دی به دلیل بهره‌وری- دوام و هزینهٔ نسبتاً پایین انتخاب می‌شوند. بهره‌وری و کارایی لامپ‌ها به این معنی است که پنل‌های خورشیدی نسبتاً کوچک که هزینه را کاهش می‌دهد – مورد نیاز است. درحال حاضر حرکتی به سوی استفادهٔ لامپ کم مصرف (روشنایی فلورسنت فشرده) که با پیشرفت‌های فناوری اخیر مشخص شده‌است که نسبت به ال ای دی‌های سفیدکار آمدتر هستند.

## مزایا
اگرچه هزینهٔ سیستم روشنایی برای روستاییان گران است (تقریباً ۷۵ دلار) اما در طولانی مدت هزینهٔ نفت چراغ برای لامپ‌ها حذف می‌شود. از بین رفتن دود نفت چراغ به نفع سلامت است و همچنین نور آن از چراغ‌های نفتی روشن‌تر است.
به نقل از یک مقالهٔ آزمایشگاه ملی لارنس برکلی که استدلال می‌کند:
جایگزین کردن چراغ‌های نفتی با لامپ ال ای دی باعث کاهش گازهای گلخانه‌ای می‌شود. این مقاله همچنین اشاره می‌کند که در کشورهای در حال توسعه بهترین راه برای کاهش انتشار گازهای گلخانه‌ای که ناشی از استفاده از انرژی روشنایی می‌باشد – جایگزین چراغ نفتی با سیستم روشنایی برق ال ای دی سفید می‌باشد. این می‌تواند حتی در حال حاضر که کمبود سطح سرویس روشنایی به‌طور چشمگیری در حال افزایش است - انجام گیرد.